# Eulithis chosensis
Eulithis chosensis là một loài bướm đêm trong họ Geometridae.